# Giro del Belvedere
Le Giro del Belvedere est une course cycliste italienne disputée à Cordignano, dans la province de Trévise en Vénétie. Il fait partie de l'UCI Europe Tour depuis 2005, en catégorie 1.2U.
L'édition 2020 est annulée en raison de la pandémie de maladie à coronavirus.

## Palmarès
| Année     | Vainqueur              | Deuxième            | Troisième             |
| --------- | ---------------------- | ------------------- | --------------------- |
| 1923      | Alfonso Piccin         |                     |                       |
| 1924-1951 | Pas de course          | Pas de course       | Pas de course         |
| 1952      | Vito Favero            |                     |                       |
| 1959      | Claudio Zanchetta      |                     |                       |
| 1960      | Antonio Dal Cin        |                     |                       |
| 1961      | Claudio Zanchetta      |                     |                       |
| 1962      | Giorgio Gobessi        |                     |                       |
| 1963      | Mario Zanin            |                     |                       |
| 1964      | Gianfranco Gallon      |                     |                       |
| 1965      | Ezio Piccoli           |                     |                       |
| 1966      | Silvano Riccato        |                     |                       |
| 1967      | Dino Pulze             |                     |                       |
| 1968      | Lucillo Lievore        |                     |                       |
| 1969      | Mosè Segato            |                     |                       |
| 1970      | Flavio Martini         |                     |                       |
| 1971      | Alessio Peccolo        |                     |                       |
| 1972      | Natalino Bonan         |                     |                       |
| 1973      | Mosè Segato            |                     |                       |
| 1974      | Flavio Martini         |                     |                       |
| 1975      | Adriano Brunello       |                     |                       |
| 1976      | Tullio Bertacco        |                     |                       |
| 1977      | Gastone Martini        |                     |                       |
| 1978      | Gianni Biason          |                     |                       |
| 1979      | Giovanni Renosto       |                     |                       |
| 1980      | Gianni Giacomini       |                     |                       |
| 1981      | Claudio Argentin       |                     |                       |
| 1982      | Massimo Favarretto     |                     |                       |
| 1983      | Silvio Martinello      | Roberto Pagnin      | Giancarlo Bada        |
| 1984      | Renato Piccolo         | Manrico Ronchiato   | Federico Ghiotto      |
| 1985      | Luděk Štyks            | Mauro Gianetti      | Gianni Bugno          |
| 1986      | Maurizio Fondriest     | Jure Pavlič         |                       |
| 1987      | Federico Savoia        | Ivan Parolin        | Federico Longo        |
| 1988      | Flavio Milan           | Antonio Zanini      | Luigi Bielli          |
| 1989      | Lars Wahlqvist         | Gianluca Pianegonda | Lucio Gusella         |
| 1990      | Ivan Gotti             | Gianluca Tarocco    | Daniele Bruschi       |
| 1991      | Carlo Benigni          | Wladimir Belli      | Ennio Grava           |
| 1992      | Marco Artunghi         | Mauro Bettin        | Stefano Checchin      |
| 1993      | Alessandro Bertolini   | Roger Schär         | Mauro Bettin          |
| 1994      | Alessandro Baronti     | Marco Bellini       | Daniele Sgnaolin (it) |
| 1995      | Biagio Conte           | Mauro Silvestri     | Daniele Sgnaolin (it) |
| 1996      | Gorazd Štangelj        | Alexander Fedenko   | Nicola Castaldo       |
| 1997      | Emanuele Lupi          | Nicola Castaldo     | Claudio Ainardi       |
| 1998      | Pietro Caucchioli      | Antonio Salomone    | Flavio Zandarin       |
| 1999      | Dmitri Parfimovitch    | Antonio Salomone    | Volodymyr Gustov      |
| 2000      | Giampaolo Caruso       | Yaroslav Popovych   | Damiano Cunego        |
| 2001      | Yaroslav Popovych      | Michele Scarponi    | Giampaolo Caruso      |
| 2002      | Devid Garbelli         | Daniele Pietropolli | Mikhail Timochine     |
| 2003      | Aleksandr Bajenov      | Denys Kostyuk       | Tomaž Nose            |
| 2004      | Claudio Corioni        | Tomaž Nose          | Janez Brajkovič       |
| 2005      | Gianluca Coletta       | Gene Bates          | Ashley Humbert        |
| 2006      | Fabrizio Galeazzi      | Luca Zanderigo      | Ashley Humbert        |
| 2007      | Simone Stortoni        | Hrvoje Miholjević   | Matija Kvasina        |
| 2008      | Davide Malacarne       | Matteo Collodel     | Pierpaolo De Negri    |
| 2009      | Sacha Modolo           | Nicola Boem         | Matteo Collodel       |
| 2010      | Siarhei Papok          | Angelo Pagani       | Luca Benedetti        |
| 2011      | Nicola Boem            | Salvatore Puccio    | Enrico Battaglin      |
| 2012      | Daniele Dall'Oste      | Enrico Barbin       | Stanislau Bazhkou     |
| 2013      | Stefan Küng            | Silvio Herklotz     | Mitchell Mulhern      |
| 2014      | Simone Andreetta       | Silvio Herklotz     | Luca Chirico          |
| 2015      | Andrea Vendrame        | Gregor Mühlberger   | Geoffrey Curran       |
| 2016      | Patrick Müller         | Nicola Bagioli      | Josip Rumac           |
| 2017      | Aleksandr Riabushenko  | Lucas Hamilton      | Matteo Fabbro         |
| 2018      | Robert Stannard        | Christian Scaroni   | Matteo Sobrero        |
| 2019      | Samuele Battistella    | Giovanni Aleotti    | Matteo Sobrero        |
| 2020      | Annulé                 | Annulé              | Annulé                |
| 2021      | Juan Ayuso             | Viktor Potočki      | Alexandre Balmer      |
| 2022      | Romain Grégoire        | Federico Guzzo      | Per Strand Hagenes    |
| 2023      | Johannes Staune-Mittet | Davide De Pretto    | Loe van Belle         |
| 2024      | Gal Glivar             | Davide Donati       | Ludovico Crescioli    |
| 2025      | Lorenzo Finn           | Jakob Omrzel        | Marco Schrettl        |